# Цисплатин
Цисплатин е химично съединение с формула cis-[Pt(NH
3)
2Cl
2]. Представлява комплексно съединение на платината и се използва в химиотерапията за лечение на различни видове рак. Приема се интравенозно.
Обичайните странични ефекти след лечение с цисплатин включват потискане на костния мозък, проблеми със слуха, увреждане на бъбреците и повръщане. Други сериозни странични ефекти включват изтръпване, затруднено ходене, алергични реакции, електролитни проблеми и сърдечносъдови заболявания. Употребата му по време на бременност може да увреди ембриона.
Механизмът на действие на цисплатина включва свързване към ДНК молекулите и възпрепятстване на репликацията им. Съединението е описано за първи път през 1845 г. от италианския химик Микеле Пейроне и е одобрено за медицинска употреба през 1978 г. Счита се за едно от най-важните лекарства глобално от Световната здравна организация.

## Синтез
Синтезът на цисплатин започва от калиев тетрахлороплатинат, като са възможни няколко начина на получаване.